# Euprepoptera
Euprepoptera är ett släkte av insekter. Euprepoptera ingår i familjen gräshoppor.
Kladogram enligt Catalogue of Life:
| Euprepoptera | \| \| Euprepoptera polychroma \| \| \| \| \| \| Euprepoptera sylvatica \| \| \| \| |
|              | \| \| Euprepoptera polychroma \| \| \| \| \| \| Euprepoptera sylvatica \| \| \| \| |
|              | Euprepoptera polychroma                                                            |
|              |                                                                                    |
|              | Euprepoptera sylvatica                                                             |
|              |                                                                                    |